# Like an Animal
"Like an Animal" é um single do grupo musical italiano Piqued Jacks, lançado a 5 de abril de 2023. A canção representou San Marino no Festival Eurovisão da Canção de 2023, depois de ter vencido Una voce per San Marino.

## Festival Eurovisão da Canção
San Marino foi classificado para a segunda semifinal, que se realizou a 11 de maio de 2023, actuando na segunda parte do espetáculo. Na semi-final, a seleção ficou em 12º lugar, terminando em último lugar num desempate com a Roménia, determinado pela ordem de apresentação da semi-final. Uma vez que ambas as participações obtiveram zero pontos e a Roménia se apresentou mais cedo do que San Marino, “Like an Animal” ficou em último lugar, pois a canção foi apresentada mais tarde na semi-final.